# Penthu (djati)
Pentu (Pntw) va ser un alt funcionari egipci durant la dinastia XVIII. Va servir com a djati durant el regnat de Tutankamon.
A Pentu només se'l coneix a partir d'un gerro de vi trobat a la tomba de Tutankamon. S'ha suggerit que el Penthu djati fos la mateixa persona que el Penthu metge en cap d'Akhenaton i propietari de la tomba 5 d'Amarna Tanmateix, aquesta identificació no es pot provar.